# Да Рива, Якопо
Якопо Да Рива (итал. Jacopo Da Riva; род. 27 октября 2000, Монтебеллюна, Венеция) — итальянский футболист, нападающий клуба СПАЛ.

## Клубная карьера
Да Рива — воспитанник клубов «Монтебеллуна», «Порденоне» и «Аталанта». 1 августа 2020 года в матче против «Интера» он дебютировал во итальянской Серии A в составе последних. В том же году для получения игровой практики Да Рива на правах аренды перешёл в «Виченцу». 31 октября в матче против «Пизы» он дебютировал в итальянской Серии B. В этом же поединке Якопо забил свой первый гол за «Виченцу».
Летом 2021 года Да Рива был арендован клубом СПАЛ. 29 августа в матче против «Порденоне» он дебютировал за новую команду. 16 января в поединке против «Беневенто» Якопо забил свой первый гол за СПАЛ.